# Navtex

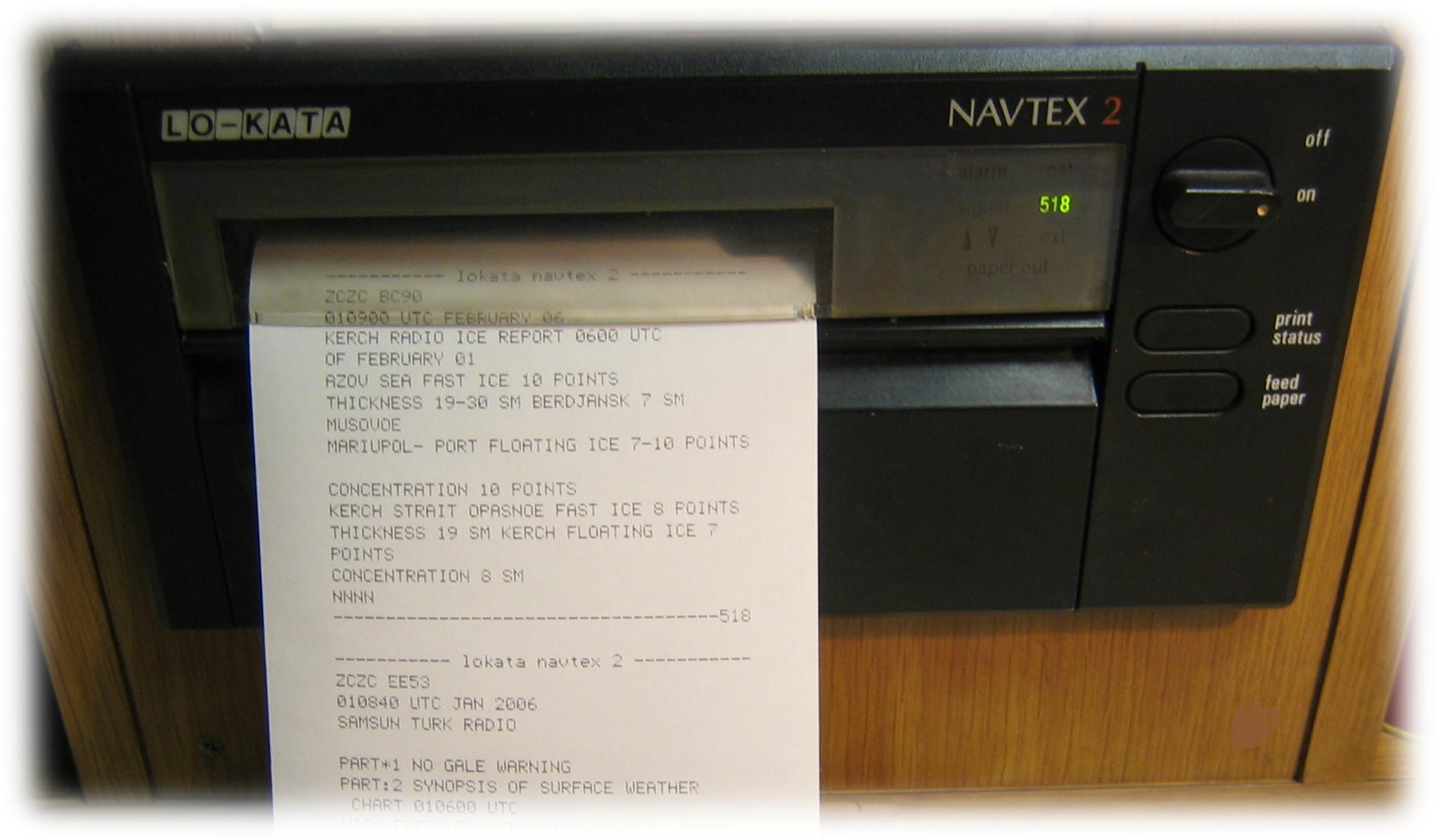
En Navtexmottagare skriver ut ett mottaget meddelande.

NAVTEX (NAVigational TEXt Messages) är ett internationellt standardiserad system för utsändning av navigationsvarningar samt väder- och isinformation. 
NAVTEX-information kan sändas ut på olika frekvenser beroende på vilken målgrupp informationen riktar sig till: 
- Frekvensen 518 kHz används generellt för information till den internationella handelssjöfarten och normalt sänds information som berör farvatten utomskärs, det vill säga coastal varningar och all information är på engelska.
- Frekvensen 490 kHz används generellt för information till nationell yrkes- och fritidssjöfart och kan sända information för den kustnära sjöfarten på det nationella språket.
- Frekvensen 4209,5 kHz är ansedd att användas på samma sätt som 490 kHz men i områden där 4209,5 kHz har en bättre räckvidd än 490 kHz.

Navtexmottagaren har en inbyggd printer som automatiskt skriver ut meddelandena allt eftersom de sänds ut. Navtexmottagaren ombord är konstruerad så att den inte skriver ut meddelanden som redan mottagits. För båtsporten finns enklare mottagare som visar meddelandena på en liten bildskärm i stället för att skriva ut dem på papper.  
Man kan välja att ta emot alla meddelanden eller endast dem som berör det område man befinner sig i. Varje varning sänds ut var 4:e timme så länge den är gällande.
Första utsändningen av "akuta" varningar (så kallade important navigational warnings) sker så snart som möjligt efter utfärdandet medan routine-varningar endast utsänds vid de ordinarie sändningstiderna.